# Hořící keř

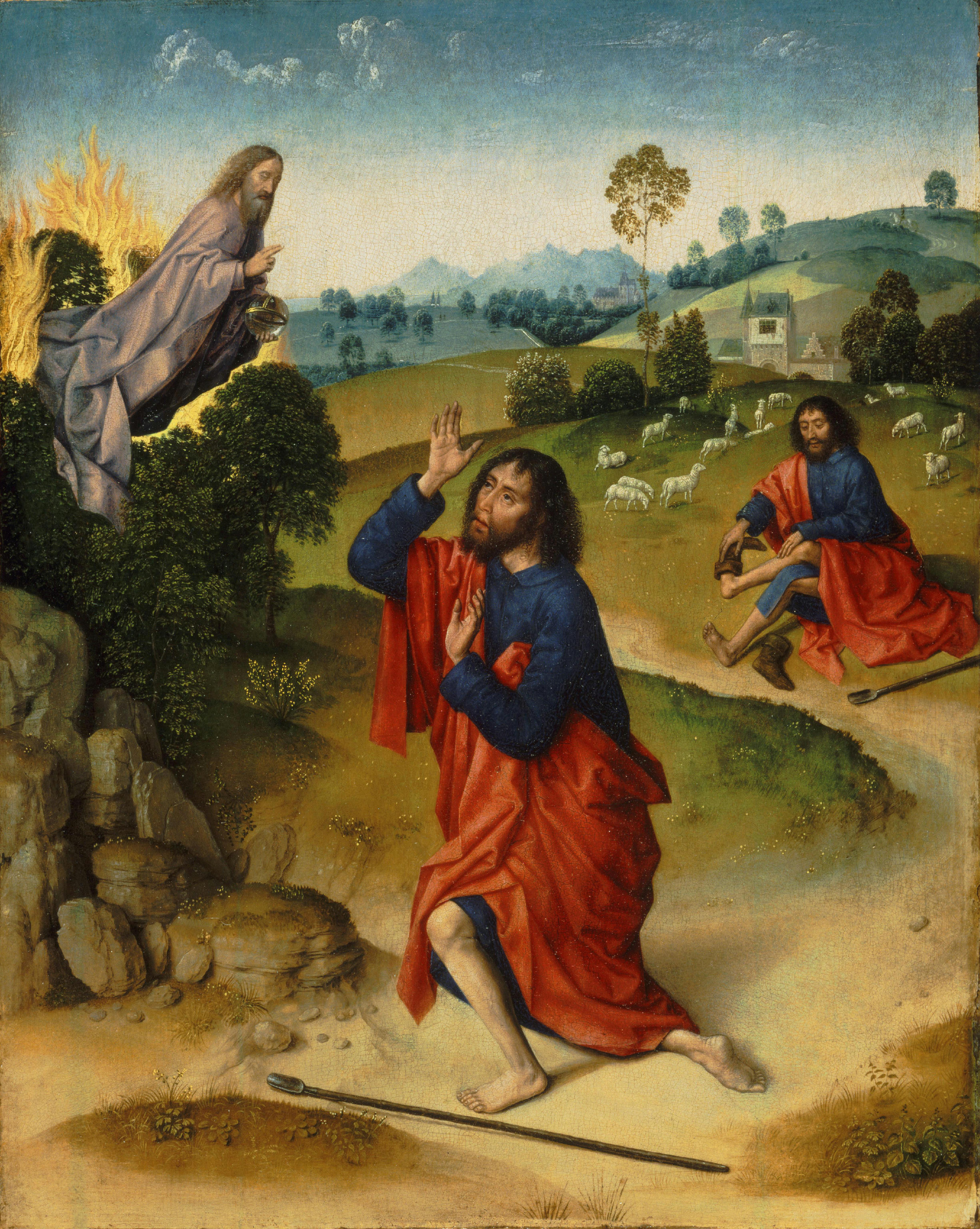
Hořící keř v pojetí nizozemské pozdní gotiky, Dieric Bouts

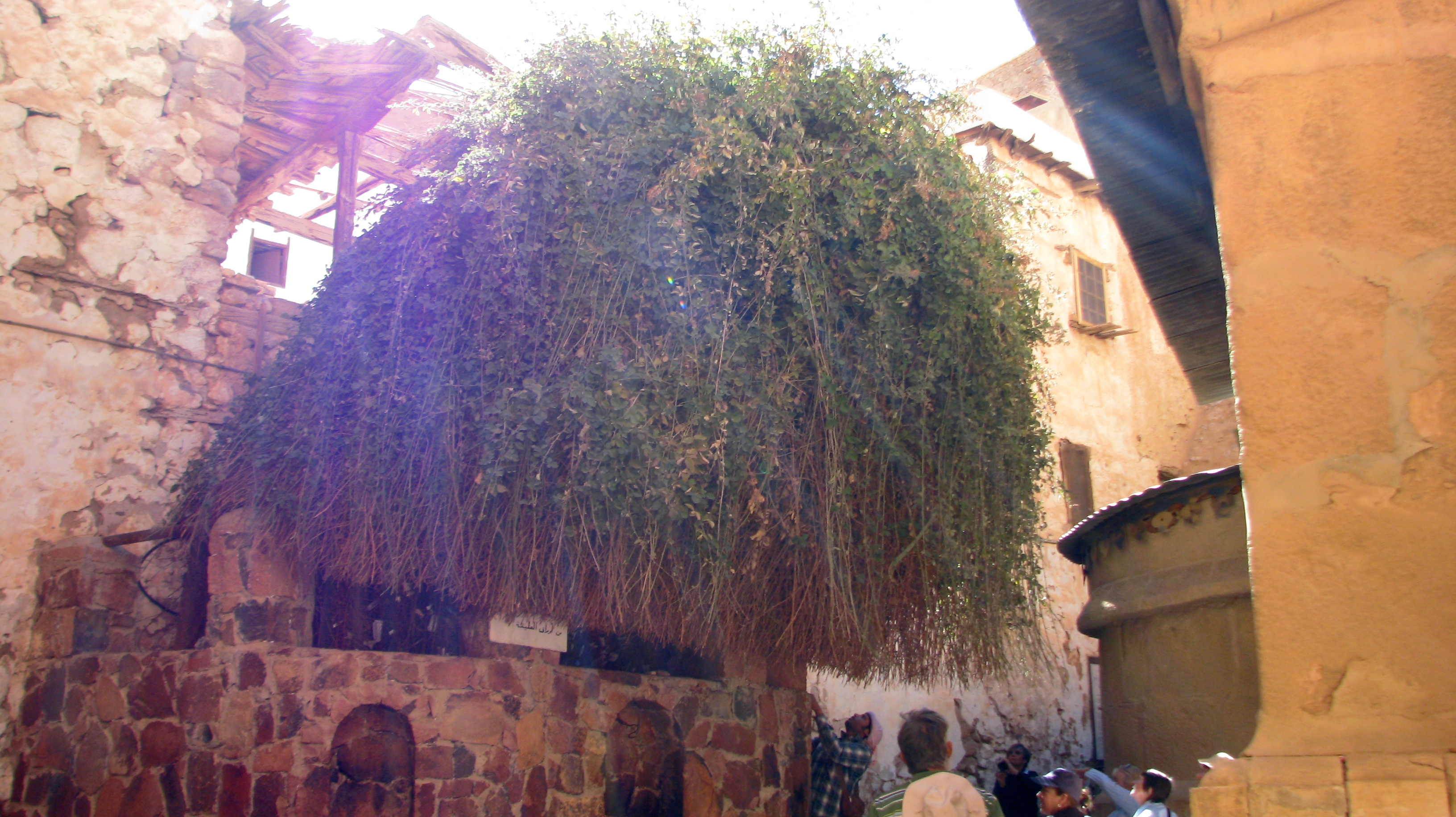
Odnož nespalitelného "hořícího keře", rostoucí ve dvoře kláštera sv. Kateřiny na Sinaji

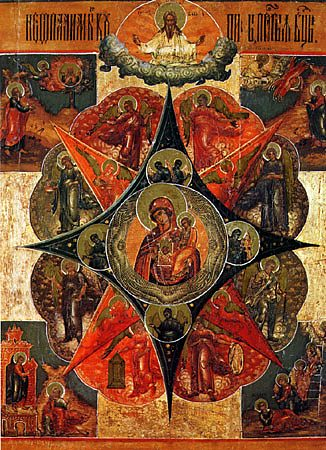
Ikona Nespalitelné Panny Marie v hořícím keři

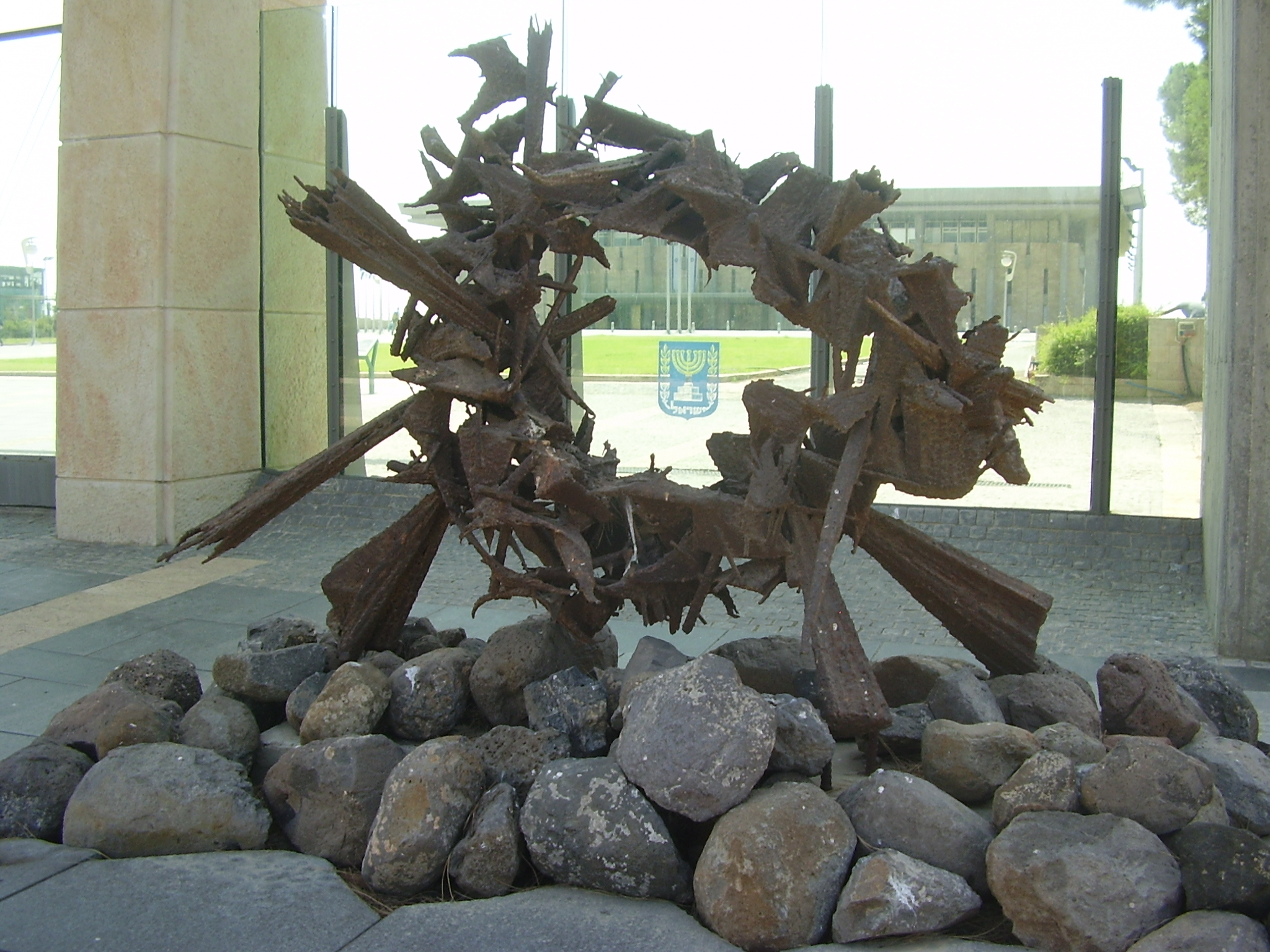
Moderní plastika Hořící keř od Davida Palomba, v atriu Knesetu v Jeruzalémě

Hořící keř nebo ohnivý keř se objevuje v biblické knize Exodus ve vyprávění o události na hoře Oreb (Ex 2,23-4,18). Při ní se Mojžíšovi zjevil v hořícím keři Bůh a sdělil mu své pravé jméno, JHVH, podle překladu Septuaginty „Jsem který jsem“. Příběh se stal inspirací mnoha uměleckých děl.
Keř, který hořel, aniž shořel,
- namalovali například Dieric Bouts (1450-75), Paolo Veronese, Oskar Kokoschka nebo Marc Chagall.
- ortodoxní církev uctívá ikonu nespalitelné Panny Marie v hořícím keři
- domnělá odnož původního keře je uctívána jako relikvie a umístěna v kapli Zvěstování v Klášteře sv. Kateřiny na Sinaji, která není běžně přístupná veřejnosti; větší část odnože téhož keře údajně prorůstá při kapli do dvora kláštera, kde je rovněž uctívána.
- se stal námětem prací mystiky: v Československu Karla Weinfurtera [1][nedostupný zdroj]